# America (revue)
Pour les articles homonymes, voir America.
America est un mensuel catholique publié par des jésuites américains. La revue, fondée en 1909 à New York, propose des opinions et des débats en lien avec l'actualité de l'Église catholique, la société et la politique américaine. Elle est considérée comme le fer de lance du catholicisme de gauche aux États-Unis.  

## Histoire
La revue a été fondée à New York en 1909 à l'initiative du jésuite John J. Wynne.  

## Orientations
La revue se qualifie elle-même comme progressiste, même si à partir de 2013 elle refuse toute étiquette en refusant plus globalement la distinction entre catholiques conservateurs et progressistes. 
La revue publie des articles sur des questions de société qui engendrent des débats dans l'Église catholique. La manière de traiter ces questions par la revue ne plait pas toujours aux autorités ecclésiastiques, ce qui a conduit, par exemple (en mai 2005), à la démission de son rédacteur en chef, Thomas J. Reese à la demande de la Congrégation pour la doctrine de la foi alors dirigée par Joseph Ratzinger,,. Il fut remplacé par Drew Christiansen. 
Les articles posant problème touchaient à la déclaration Dominus Iesus, le mariage de personnes de même sexe, la recherche sur les cellules souches embryonnaires et la réception de la communion par des  hommes politiques catholiques favorables à la légalisation de l’avortement,,. 